# Conus fischoederi
Espèce
Statut de conservation UICN

 LC  : Préoccupation mineure
Conus fischoederi est une espèce de mollusques gastéropodes marins de la famille des Conidae.
Comme toutes les espèces du genre Conus, ces escargots sont prédateurs et venimeux. Ils sont capables de « piquer » les humains et doivent donc être manipulés avec précaution, voire pas du tout.

## Description
La taille de la coquille varie entre 20 mm et 49 mm.

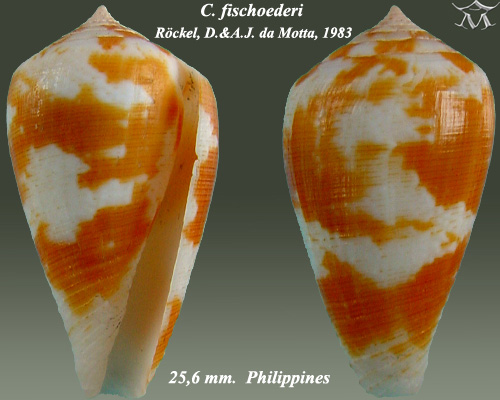

## Distribution
Cette espèce marine est présente au large des Philippines et de la Thaïlande occidentale.

### Niveau de risque d’extinction de l’espèce
Selon l'analyse de l'UICN réalisée en 2011 pour la définition du niveau de risque d'extinction, cette espèce est endémique à Palawan, aux Philippines. Elle est peu commune et sporadiquement disponible sur le marché. Cependant, il n'y a pas de menaces connues, et la majorité de sa population se trouve à Palawan, une zone protégée. Elle est actuellement classée dans la catégorie préoccupation mineure.

## Taxonomie

### Publication originale
L'espèce Conus fischoederi a été décrite pour la première fois en 1983 par les malacologistes Dieter Röckel (d) (1922-2015) et António José da Motta (d) (1913-2003) dans la publication intitulée « Bulletin of the Institute of Malacology Tokyo »,.

### Synonymes
- Conus (Pionoconus) fischoederi Röckel & da Motta, 1983 · appellation alternative
- Pionoconus fischoederi (Röckel & da Motta, 1983) · non accepté

## Identifiants taxonomiques
Chaque taxon catalogué par les bases de données biologiques et taxonomiques possède un identifiant qui permet d'établir un point de référence. Les identifiants de Conus fischoederi dans les principales bases sont les suivants :
CoL : 5ZY2R - GBIF : 6510665 - iNaturalist : 431971 - IRMNG : 11832782 - TAXREF : 138039 - UICN : 192322 - WoRMS : 426499